# Gunnar Gunnarsson

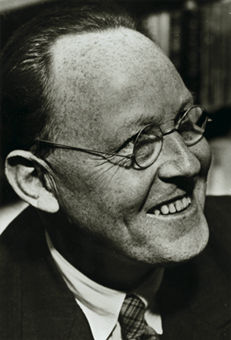
Gunnar Gunnarsson

Gunnar Gunnarsson (Fljótsdalur, 18 mei 1889 – Reykjavík, 21 november 1975) was een IJslands schrijver.

## Leven
Gunnar Gunnarsson werd geboren in een arme boerenfamilie op de boerderij Valþjófsstaður in het noordoosten van IJsland. In 1897 stierf zijn moeder. Toen hij 18 was, ging hij naar Denemarken. In Askov bezocht hij een volkshogeschool en leerde hij Franzisca Jörgensen kennen, die hij op 20 augustus 1912 huwde. Tot 1926 leefde hij als schrijver in Denemarken, toen keerde hij naar IJsland terug. Hij kocht een boerderij in de buurt van Vopnafjörður. In 1939 betrok hij de boerderij Skriðuklaustur in de buurt van zijn geboortedorp. 10 jaar later verhuisde hij naar Reykjavík, waar hij zijn werk in het IJslands vertaalde. Tot die tijd had hij in het Deens gepubliceerd.
In 1936 werd hem het eredoctoraat van de universiteit van Heidelberg verleend, in 1974 volgde de universiteit van Reykjavik.
Gunnar Gunnarsson ligt begraven in Viðey.

## Werk
In 1906 publiceerde hij zijn eerste gedichten. In 1912 verscheen het eerste deel van zijn roman, die uiteindelijk vier delen zou kennen. Deze romans brachten hem bekendheid. Hij publiceerde ook theaterstukken, maar vooral romans en verhalen. 
Nederlands
- Advent (1938)
- De Bondgenooten (Fóstbrædur, 1921)
- De Deensche Vrouw (Danska frúin, 1916)
- De Jongen (Drengurinn, 1918)
- De Jonge Adelaar (Örninn ungi, 1919)
- Nach Bedreigt het Noorden (Heidaharmur, 1945)
- Ormarr Ørlygsson (1915)
- De Wolf in het Heiligdom (Vargur í véum, 1920)
- De Zwerver (Gestur eineygdi, 1917)

- Bibsys: 90358627
- Biblioteca Nacional de España: XX5554460
- Bibliothèque nationale de France: cb12027370j (data)
- Gemeinsame Normdatei: 116927054
- International Standard Name Identifier: 0000 0001 1080 0675
- Library of Congress Control Number: n79106319
- Nationale Bibliotheek van Letland: 000048817
- Nationale Bibliotheek van Tsjechië: jn20000700647
- Nationale Bibliotheek van Israël: 987007580791505171
- Nederlandse Thesaurus van Auteursnamen: 069894582
- Istituto Centrale per il Catalogo Unico: RAVV031872
- LIBRIS: 187808
- Système universitaire de documentation: 028438590
- Virtual International Authority File: 103211586
- WorldCat: E39PBJth7XwWryXFj3wYG8YVmd